# Uraneis lamprolenis
Uraneis lamprolenis är en fjärilsart som beskrevs av Johannes Karl Max Röber 1903. Uraneis lamprolenis ingår i släktet Uraneis och familjen Riodinidae. Inga underarter finns listade i Catalogue of Life.